# Zaporizke, Pokrovske
Zaporizke (în ucraineană Запорізьке) este un sat în comuna Berezove din raionul Pokrovske, regiunea Dnipropetrovsk, Ucraina.

## Demografie
Componența lingvistică a localității Zaporizke
     Ucraineană (97,09%)
     Alte limbi (2,91%)
Conform recensământului din 2001, majoritatea populației localității Zaporizke era vorbitoare de ucraineană (97,09%), existând în minoritate și vorbitori de alte limbi.